# Konrad Blank

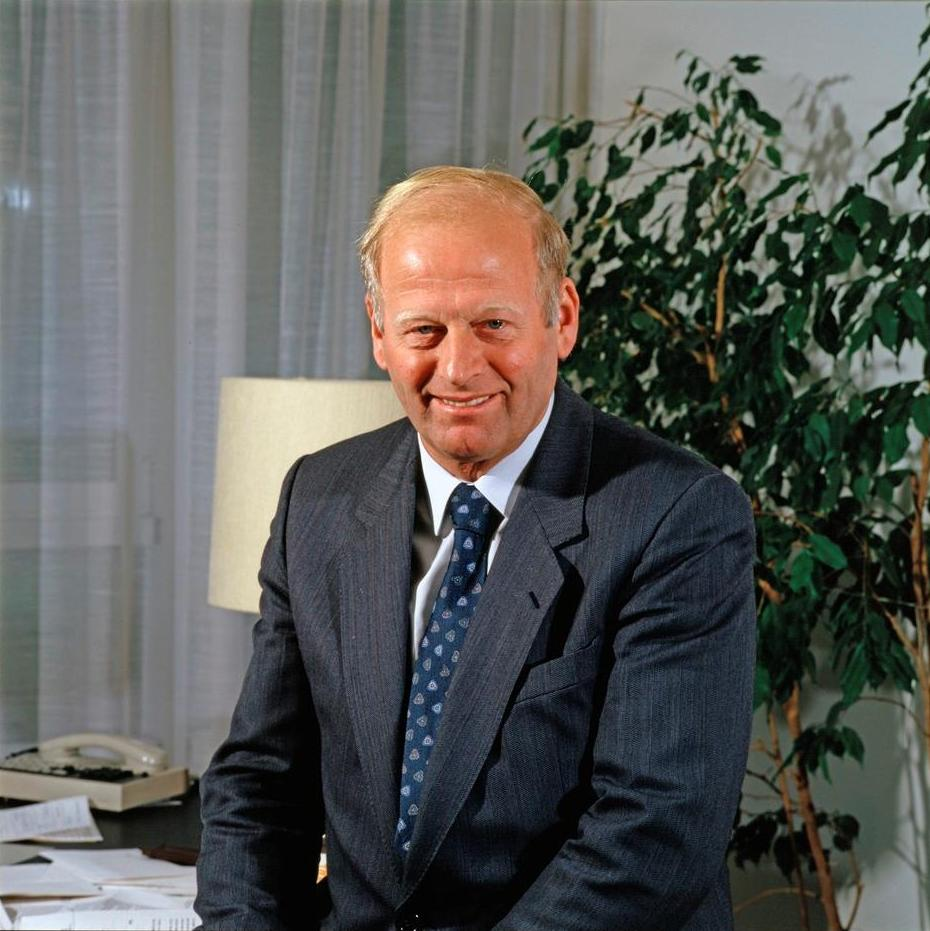
Landesrat Konrad Blank (1986)

Konrad Blank (* 13. März 1931 in Sulzberg) ist ein österreichischer Politiker (ÖVP) und Landwirt. Blank war von 1964 bis 1988 als Landesrat Mitglied der Vorarlberger Landesregierung sowie von 1964 bis 1969 Abgeordneter zum Vorarlberger Landtag.

## Leben und Wirken
Konrad Blank wurde am 13. März 1931 in Sulzberg als Sohn des Landwirts Josef Blank und seiner Frau Katharina geboren. Von 1937 bis 1945 besuchte er die Volksschule in Sulzberg-Hermannsberg. Anschließend arbeitete er am väterlichen Hof mit und begann eine Ausbildung an der landwirtschaftlichen Fortbildungsschule in Sulzberg. Ab 1951 besuchte er die landwirtschaftliche Fachschule Bregenz-Mehrerau, die er 1953 erfolgreich abschloss. Hauptberuflich als Landwirt am elterlichen Hof tätig übte Blank von 1957 bis 1964 nebenberuflich das Amt des Rechnungsführers der Sennereigenossenschaft Sulzberg-Simmlisgschwend aus.
Nachdem Blank im Alter von 24 Jahren schon an einem politischen Schulungskurs der Österreichischen Volkspartei in Schloss Wartholz in Niederösterreich teilgenommen hatte, wurde er im Jahr 1960 zum Mitglied der Gemeindevertretung in seiner Heimatgemeinde Sulzberg gewählt. 1964 erfolgte seine Wahl als Abgeordneter in den Vorarlberger Landtag und noch im selben Jahr seine Bestellung als Landesrat für Land- und Forstwirtschaft in der Landesregierung Keßler I unter Landeshauptmann Herbert Keßler. Unter diesem und seinem Nachfolger Martin Purtscher blieb Konrad Blank bis zum 11. Oktober 1988 Mitglied der Landesregierung. In seine Amtszeit als zuständiger Landesrat fällt unter anderem auch die Errichtung des neuen Bäuerlichen Schul- und Bildungszentrums für Vorarlberg in Hohenems im Jahr 1970. 
Nach seinem Ausscheiden aus der aktiven Landespolitik engagierte sich Konrad Blank weiterhin auf Parteiebene. So war er von 1960 bis 1994 Obmann der ÖVP in Sulzberg und seit 1994 Obmann des Sulzberger Seniorenbunds. Ab dem 29. März 2000 war Blank zudem Bezirksobmann des Seniorenbunds im Bezirk Bregenz. 